# گفتگوها: تاریخ شفاهی تلویزیون
گفتگوها: تاریخ شفاهی تلویزیون (انگلیسی: The Interviews: An Oral History of Television) یک پروژهٔ غیرانتفاعی از «بنیاد آکادمی علوم و هنرهای تلویزیونی» در نورث هالیوود، لس آنجلس است که به گفتگو با افراد سرشناس و مهم صنعت تلویزیون می‌پردازد.
این پروژه با بیش از ۸۵۰ چهرهٔ سرشناس و پیشگام تلویزیونی مصاحبه کرده‌است و بیش از ۵۰۰ مصاحبه ویدئویی را به صورت آنلاین منتشر نموده‌است. هدف نهایی آنها این است که بزرگترین و پیشرفته‌ترین مجموعه تاریخ شفاهی جهان در تاریخ تلویزیون باشند. موضوعات آرشیو شامل تمام حرفه‌ها و بخش‌های صنعت تلویزیون است.
از جمله افرادی که در این برنامه با آنان گفتگو شده‌است، می‌توان به ویلیام شاتنر، بتی وایت، آلن آلدا، جیمز گارنر، مری تایلر مور، دیک ون دایک، اوسی دیویس، کارول برنت، مایکل جی. فاکس، نورمن لیر، کارل راینر، کریس کارتر، استیون بوچکو، شروود شوارتز، فرد راجرز، دیک وولف، والتر کرونکیت، اد بردلی، دیوید برینکلی، سامنر رداستون، لسلی مونویز، رابرت لوئیس جانسون، تد ترنر، سید شریس، روی هاگینز، سیدنی شلدون، اَبی مان، اندی گریفیت، فلورانس هندرسون ومایک والاس اشاره کرد.